# Ареа Продутива (Рим)
Ареа Продутива је насеље у Италији у округу Рим, региону Лацио.
Према процени из 2011. у насељу је живело 2234 становника. Насеље се налази на надморској висини од 104 м.